# Vòng loại Giải vô địch bóng đá thế giới 2026 – Khu vực châu Á (Vòng 3)
Các trận đấu thuộc vòng 3 của vòng loại Giải vô địch bóng đá thế giới 2026 khu vực châu Á diễn ra từ ngày 5 tháng 9 năm 2024 đến ngày 10 tháng 6 năm 2025.

## Thể thức
18 đội tuyển giành quyền tham dự từ vòng 2 (chín đội nhất bảng và chín đội nhì bảng) được chia thành ba bảng, mỗi bảng gồm sáu đội. Các đội trong mỗi bảng thi đấu với nhau theo thể thức vòng tròn hai lượt trên sân nhà và sân khách. Hai đội đứng đầu mỗi bảng sẽ trực tiếp giành quyền tham dự Giải vô địch bóng đá thế giới 2026, còn hai đội xếp thứ ba và thứ tư sẽ bước tiếp vào vòng 4.

## Các đội tuyển tham dự
Mười tám đội tuyển tham dự vòng loại thứ ba ở dưới đây đã kết thúc vòng hai ở vị trí nhất hoặc nhì bảng tương ứng của mình.
| Bảng (Vòng 2) | Đội nhất bảng | Đội nhì bảng      |
| ------------- | ------------- | ----------------- |
| A             | Qatar         | Kuwait            |
| B             | Nhật Bản      | CHDCND Triều Tiên |
| C             | Hàn Quốc      | Trung Quốc        |
| D             | Oman          | Kyrgyzstan        |
| E             | Iran          | Uzbekistan        |
| F             | Iraq          | Indonesia         |
| G             | Jordan        | Ả Rập Xê Út       |
| H             | UAE           | Bahrain           |
| I             | Úc            | Palestine         |

## Bốc thăm
Lễ bốc thăm cho vòng 3 được tổ chức vào lúc 15:00 MST (UTC+8) ngày 27 tháng 6 năm 2024 tại khách sạn Mandarin Oriental ở Kuala Lumpur, Malaysia.
Việc phân hạt giống cho lễ bốc thăm được dựa trên bảng xếp hạng FIFA công bố vào ngày 20 tháng 6 năm 2024 (thứ hạng của các đội tuyển được hiển thị trong ngoặc đơn bên dưới). Mỗi bảng bao gồm một đội từ mỗi nhóm trong sáu nhóm khác nhau. Quá trình bốc thăm bắt đầu với nhóm 6 và kết thúc ở nhóm 1, mỗi đội được bốc thăm sẽ được xếp vào các vị trí tương ứng theo thứ tự bảng A, B, C.
Lưu ý: Các đội tuyển in đậm vượt qua vòng loại để tham dự World Cup 2026. Các đội tuyển in nghiêng giành quyền tham dự vòng 4.
| Nhóm 1                                         | Nhóm 2                                                   | Nhóm 3                                                        |
| ---------------------------------------------- | -------------------------------------------------------- | ------------------------------------------------------------- |
| 1. Nhật Bản (17) 2. Iran (20) 3. Hàn Quốc (22) | 1. Úc (23) 2. Qatar (35) 3. Iraq (55)                    | 1. Ả Rập Xê Út (56) 2. Uzbekistan (62) 3. Jordan (68)         |
| Nhóm 4                                         | Nhóm 5                                                   | Nhóm 6                                                        |
| 1. UAE (69) 2. Oman (76) 3. Bahrain (81)       | 1. Trung Quốc (88) 2. Palestine (95) 3. Kyrgyzstan (101) | 1. CHDCND Triều Tiên (110) 2. Indonesia (134) 3. Kuwait (137) |

## Lịch thi đấu
Lịch thi đấu như sau:
| Lượt đấu    | Ngày                    |
| ----------- | ----------------------- |
| Lượt đấu 1  | 5 tháng 9 năm 2024      |
| Lượt đấu 2  | 10 tháng 9 năm 2024     |
| Lượt đấu 3  | 10 tháng 10 năm 2024    |
| Lượt đấu 4  | 15 tháng 10 năm 2024    |
| Lượt đấu 5  | 14–15 tháng 11 năm 2024 |
| Lượt đấu 6  | 19 tháng 11 năm 2024    |
| Lượt đấu 7  | 20 tháng 3 năm 2025     |
| Lượt đấu 8  | 25 tháng 3 năm 2025     |
| Lượt đấu 9  | 5 tháng 6 năm 2025      |
| Lượt đấu 10 | 10 tháng 6 năm 2025     |

## Các bảng đấu

### Bảng A
| VT | Đội               | ST | T | H | B | BT | BB | HS  | Đ  | Giành quyền tham dự                |     | Iran | Uzbekistan | Các Tiểu vương quốc Ả Rập Thống nhất | Qatar | Kyrgyzstan | Cộng hòa Dân chủ Nhân dân Triều Tiên |
| -- | ----------------- | -- | - | - | - | -- | -- | --- | -- | ---------------------------------- | --- | ---- | ---------- | ------------------------------------ | ----- | ---------- | ------------------------------------ |
| 1  | Iran              | 10 | 7 | 2 | 1 | 19 | 8  | +11 | 23 | Giải vô địch bóng đá thế giới 2026 |     | —    | 2–2        | 2–0                                  | 4–1   | 1–0        | 3–0                                  |
| 2  | Uzbekistan        | 10 | 6 | 3 | 1 | 14 | 7  | +7  | 21 | Giải vô địch bóng đá thế giới 2026 |     | 0–0  | —          | 1–0                                  | 3–0   | 1–0        | 1–0                                  |
| 3  | UAE               | 10 | 4 | 3 | 3 | 15 | 8  | +7  | 15 | Đi tiếp vào vòng 4                 |     | 0–1  | 0–0        | —                                    | 5–0   | 3–0        | 1–1                                  |
| 4  | Qatar             | 10 | 4 | 1 | 5 | 17 | 24 | −7  | 13 | Đi tiếp vào vòng 4                 |     | 1–0  | 3–2        | 1–3                                  | —     | 3–1        | 5–1                                  |
| 5  | Kyrgyzstan        | 10 | 2 | 2 | 6 | 12 | 18 | −6  | 8  |                                    |     | 2–3  | 2–3        | 1–1                                  | 3–1   | —          | 1–0                                  |
| 6  | CHDCND Triều Tiên | 10 | 0 | 3 | 7 | 9  | 21 | −12 | 3  |                                    | 2–3 | 0–1  | 1–2        | 2–2                                  | 2–2   | —          |                                      |

| Iran         | 1–0                            | Kyrgyzstan |
| ------------ | ------------------------------ | ---------- |
| - Taremi 34' | Chi tiết (FIFA) Chi tiết (AFC) |            |

| Qatar           | 1–3                            | UAE                                       |
| --------------- | ------------------------------ | ----------------------------------------- |
| - Al-Hassan 38' | Chi tiết (FIFA) Chi tiết (AFC) | - Abdalla 68' - Ibrahim 80' - Saleh 90+4' |

| Uzbekistan       | 1–0                            | CHDCND Triều Tiên |
| ---------------- | ------------------------------ | ----------------- |
| - Masharipov 20' | Chi tiết (FIFA) Chi tiết (AFC) |                   |

| Kyrgyzstan                     | 2–3                            | Uzbekistan                                   |
| ------------------------------ | ------------------------------ | -------------------------------------------- |
| - Kojo 15' - Abdurakhmanov 35' | Chi tiết (FIFA) Chi tiết (AFC) | - Shomurodov 17' - Aliqulov 45' - Urunov 72' |

| CHDCND Triều Tiên                    | 2–2                            | Qatar                        |
| ------------------------------------ | ------------------------------ | ---------------------------- |
| - Ri Il-song 19' - Kang Kuk-chol 52' | Chi tiết (FIFA) Chi tiết (AFC) | - Afif 31' (ph.đ.) - Ali 44' |

| UAE | 0–1                            | Iran          |
| --- | ------------------------------ | ------------- |
|     | Chi tiết (FIFA) Chi tiết (AFC) | Ghayedi 45+3' |

| Uzbekistan | 0–0                            | Iran |
| ---------- | ------------------------------ | ---- |
|            | Chi tiết (FIFA) Chi tiết (AFC) |      |

| UAE               | 1–1                            | CHDCND Triều Tiên  |
| ----------------- | ------------------------------ | ------------------ |
| - Al-Ghassani 66' | Chi tiết (FIFA) Chi tiết (AFC) | - Jong Il-gwan 86' |

| Qatar                                           | 3–1                            | Kyrgyzstan     |
| ----------------------------------------------- | ------------------------------ | -------------- |
| - Ali 39' - Kozubaev 63' (l.n.) - Al-Hassan 81' | Chi tiết (FIFA) Chi tiết (AFC) | - Shukurov 76' |

| Kyrgyzstan   | 1–0                            | CHDCND Triều Tiên |
| ------------ | ------------------------------ | ----------------- |
| Brauzman 11' | Chi tiết (FIFA) Chi tiết (AFC) |                   |

| Uzbekistan           | 1–0                            | UAE |
| -------------------- | ------------------------------ | --- |
| Shukurov 76' (ph.đ.) | Chi tiết (FIFA) Chi tiết (AFC) |     |

| Iran                                  | 4–1                            | Qatar     |
| ------------------------------------- | ------------------------------ | --------- |
| - Azmoun 42', 48' - Mohebi 65', 90+8' | Chi tiết (FIFA) Chi tiết (AFC) | - Ali 17' |

| UAE                             | 3–0                            | Kyrgyzstan |
| ------------------------------- | ------------------------------ | ---------- |
| - Abdalla 15', 89' - Meloni 35' | Chi tiết (FIFA) Chi tiết (AFC) |            |

| CHDCND Triều Tiên                     | 2–3                            | Iran                            |
| ------------------------------------- | ------------------------------ | ------------------------------- |
| - Taremi 56' (l.n.) - Kim Yu-song 59' | Chi tiết (FIFA) Chi tiết (AFC) | - Ghayedi 29' - Mohebi 41', 45' |

| Qatar                          | 3–2                            | Uzbekistan            |
| ------------------------------ | ------------------------------ | --------------------- |
| - Ali 25', 41' - Mendes 90+12' | Chi tiết (FIFA) Chi tiết (AFC) | - Fayzullaev 75', 80' |

| CHDCND Triều Tiên | 0–1                            | Uzbekistan       |
| ----------------- | ------------------------------ | ---------------- |
|                   | Chi tiết (FIFA) Chi tiết (AFC) | - Fayzullaev 44' |

| Kyrgyzstan              | 2–3                            | Iran                                    |
| ----------------------- | ------------------------------ | --------------------------------------- |
| - Kojo 51', 64' (ph.đ.) | Chi tiết (FIFA) Chi tiết (AFC) | - Taremi 12' - Hardani 33' - Azmoun 76' |

| UAE                                                                | 5–0                            | Qatar |
| ------------------------------------------------------------------ | ------------------------------ | ----- |
| - Fábio Lima 4', 45' (ph.đ.), 45+5', 56' (ph.đ.) - Al-Ghassani 73' | Chi tiết (FIFA) Chi tiết (AFC) |       |

| Uzbekistan     | 1–0                            | Kyrgyzstan |
| -------------- | ------------------------------ | ---------- |
| - Alijonov 40' | Chi tiết (FIFA) Chi tiết (AFC) |            |

| Qatar                                                                             | 5–1                            | CHDCND Triều Tiên |
| --------------------------------------------------------------------------------- | ------------------------------ | ----------------- |
| - Afif 17' - Al Ganehi 23' - Kim Yu-song 34' (l.n.) - Al-Rawi 56' - Alaaeldin 66' | Chi tiết (FIFA) Chi tiết (AFC) | Pak Kwang-hun 86' |

| Iran                         | 2–0                            | UAE |
| ---------------------------- | ------------------------------ | --- |
| - Azmoun 45+27' - Mohebi 70' | Chi tiết (FIFA) Chi tiết (AFC) |     |

| Iran              | 2–2                            | Uzbekistan                     |
| ----------------- | ------------------------------ | ------------------------------ |
| - Taremi 52', 83' | Chi tiết (FIFA) Chi tiết (AFC) | - Erkinov 16' - Fayzullaev 53' |

| CHDCND Triều Tiên | 1–2                            | UAE                    |
| ----------------- | ------------------------------ | ---------------------- |
| - Kim Yu-song 43' | Chi tiết (FIFA) Chi tiết (AFC) | - Lima 5' - Adil 90+8' |

| Kyrgyzstan                                       | 3–1                            | Qatar        |
| ------------------------------------------------ | ------------------------------ | ------------ |
| - Kichin 45+1' - Mishchenko 82' - Shukurov 90+3' | Chi tiết (FIFA) Chi tiết (AFC) | - Mendes 52' |

| CHDCND Triều Tiên                   | 2–2                            | Kyrgyzstan                                 |
| ----------------------------------- | ------------------------------ | ------------------------------------------ |
| - Pak Kwang-hun 44' - Ri Jo-guk 52' | Chi tiết (FIFA) Chi tiết (AFC) | - Alykulov 57' - Kim Sung-hye 90+5' (l.n.) |

| UAE | 0–0                            | Uzbekistan |
| --- | ------------------------------ | ---------- |
|     | Chi tiết (FIFA) Chi tiết (AFC) |            |

| Qatar              | 1–0                            | Iran |
| ------------------ | ------------------------------ | ---- |
| - Pedro Miguel 41' | Chi tiết (FIFA) Chi tiết (AFC) |      |

| Kyrgyzstan   | 1–1                            | UAE           |
| ------------ | ------------------------------ | ------------- |
| - Merk 90+5' | Chi tiết (FIFA) Chi tiết (AFC) | - Abdalla 30' |

| Iran                                           | 3–0                            | CHDCND Triều Tiên |
| ---------------------------------------------- | ------------------------------ | ----------------- |
| - Mohebi 74' - Taremi 77' - Hosseinzadeh 90+3' | Chi tiết (FIFA) Chi tiết (AFC) |                   |

| Uzbekistan                                        | 3–0                            | Qatar |
| ------------------------------------------------- | ------------------------------ | ----- |
| - Turgunboev 28' - Shomurodov 86' - Sergeev 90+2' | Chi tiết (FIFA) Chi tiết (AFC) |       |

### Bảng B
| VT | Đội       | ST | T | H | B | BT | BB | HS  | Đ  | Giành quyền tham dự                |     | Hàn Quốc | Jordan | Iraq | Oman | Nhà nước Palestine | Kuwait |
| -- | --------- | -- | - | - | - | -- | -- | --- | -- | ---------------------------------- | --- | -------- | ------ | ---- | ---- | ------------------ | ------ |
| 1  | Hàn Quốc  | 10 | 6 | 4 | 0 | 20 | 7  | +13 | 22 | Giải vô địch bóng đá thế giới 2026 |     | —        | 1–1    | 3–2  | 1–1  | 0–0                | 4–0    |
| 2  | Jordan    | 10 | 4 | 4 | 2 | 16 | 8  | +8  | 16 | Giải vô địch bóng đá thế giới 2026 |     | 0–2      | —      | 0–1  | 4–0  | 3–1                | 1–1    |
| 3  | Iraq      | 10 | 4 | 3 | 3 | 9  | 9  | 0   | 15 | Đi tiếp vào vòng 4                 |     | 0–2      | 0–0    | —    | 1–0  | 1–0                | 2–2    |
| 4  | Oman      | 10 | 3 | 2 | 5 | 9  | 14 | −5  | 11 | Đi tiếp vào vòng 4                 |     | 1–3      | 0–3    | 0–1  | —    | 1–0                | 4–0    |
| 5  | Palestine | 10 | 2 | 4 | 4 | 10 | 13 | −3  | 10 |                                    |     | 1–1      | 1–3    | 2–1  | 1–1  | —                  | 2–2    |
| 6  | Kuwait    | 10 | 0 | 5 | 5 | 7  | 20 | −13 | 5  |                                    | 1–3 | 1–1      | 0–0    | 0–1  | 0–2  | —                  |        |

| Hàn Quốc | 0–0                            | Palestine |
| -------- | ------------------------------ | --------- |
|          | Chi tiết (FIFA) Chi tiết (AFC) |           |

| Iraq          | 1–0                            | Oman |
| ------------- | ------------------------------ | ---- |
| - Hussein 13' | Chi tiết (FIFA) Chi tiết (AFC) |      |

| Jordan           | 1–1                            | Kuwait                 |
| ---------------- | ------------------------------ | ---------------------- |
| - Al-Taamari 14' | Chi tiết (FIFA) Chi tiết (AFC) | - Nasser 90+2' (ph.đ.) |

| Palestine | 1–3                            | Jordan                                |
| --------- | ------------------------------ | ------------------------------------- |
| Ali 41'   | Chi tiết (FIFA) Chi tiết (AFC) | - Al-Naimat 5', 50' - Al-Rawabdeh 72' |

| Kuwait | 0–0                            | Iraq |
| ------ | ------------------------------ | ---- |
|        | Chi tiết (FIFA) Chi tiết (AFC) |      |

| Oman                         | 1–3                            | Hàn Quốc                                                      |
| ---------------------------- | ------------------------------ | ------------------------------------------------------------- |
| Jung Seung-hyun 45+2' (l.n.) | Chi tiết (FIFA) Chi tiết (AFC) | - Hwang Hee-chan 10' - Son Heung-min 82' - Joo Min-kyu 90+11' |

| Jordan | 0–2                            | Hàn Quốc                              |
| ------ | ------------------------------ | ------------------------------------- |
|        | Chi tiết (FIFA) Chi tiết (AFC) | - Lee Jae-sung 38' - Oh Hyeon-gyu 68' |

| Oman                                                  | 4–0                            | Kuwait |
| ----------------------------------------------------- | ------------------------------ | ------ |
| - Al-Mushaifri 17', 58' - Al-Ghassani 30' - Fawaz 79' | Chi tiết (FIFA) Chi tiết (AFC) |        |

| Iraq          | 1–0                            | Palestine |
| ------------- | ------------------------------ | --------- |
| - Hussein 31' | Chi tiết (FIFA) Chi tiết (AFC) |           |

| Palestine                             | 2–2                            | Kuwait                    |
| ------------------------------------- | ------------------------------ | ------------------------- |
| - Abou Ali 41' (ph.đ.) - Qunbar 90+3' | Chi tiết (FIFA) Chi tiết (AFC) | - Nasser 31' (ph.đ.), 80' |

| Jordan                                        | 4–0                            | Oman |
| --------------------------------------------- | ------------------------------ | ---- |
| - Al-Naimat 26', 54' - Olwan 49' (ph.đ.), 87' | Chi tiết (FIFA) Chi tiết (AFC) |      |

| Hàn Quốc                                              | 3–2                            | Iraq                         |
| ----------------------------------------------------- | ------------------------------ | ---------------------------- |
| - Oh Se-hun 41' - Oh Hyeon-gyu 74' - Lee Jae-sung 83' | Chi tiết (FIFA) Chi tiết (AFC) | - Hussein 50' - Bayesh 90+5' |

| Oman              | 1–0                            | Palestine |
| ----------------- | ------------------------------ | --------- |
| - Al-Ghassani 83' | Chi tiết (FIFA) Chi tiết (AFC) |           |

| Kuwait      | 1–3                            | Hàn Quốc                                                     |
| ----------- | ------------------------------ | ------------------------------------------------------------ |
| - Daham 60' | Chi tiết (FIFA) Chi tiết (AFC) | - Oh Se-hun 10' - Son Heung-min 19' (ph.đ.) - Bae Jun-ho 74' |

| Iraq | 0–0                            | Jordan |
| ---- | ------------------------------ | ------ |
|      | Chi tiết (FIFA) Chi tiết (AFC) |        |

| Palestine    | 1–1                            | Hàn Quốc            |
| ------------ | ------------------------------ | ------------------- |
| - Qunbar 12' | Chi tiết (FIFA) Chi tiết (AFC) | - Son Heung-min 16' |

| Oman | 0–1                            | Iraq       |
| ---- | ------------------------------ | ---------- |
|      | Chi tiết (FIFA) Chi tiết (AFC) | - Amyn 36' |

| Kuwait      | 1–1                            | Jordan          |
| ----------- | ------------------------------ | --------------- |
| - Daham 68' | Chi tiết (FIFA) Chi tiết (AFC) | - Al-Naimat 21' |

| Jordan                                      | 3–1                            | Palestine |
| ------------------------------------------- | ------------------------------ | --------- |
| - Al-Arab 3' - Nasib 11' - Al-Ta'mari 45+3' | Chi tiết (FIFA) Chi tiết (AFC) | Seyam 33' |

| Iraq                           | 2–2                            | Kuwait          |
| ------------------------------ | ------------------------------ | --------------- |
| - Hashim 90+3' - Bayesh 90+11' | Chi tiết (FIFA) Chi tiết (AFC) | Nasser 39', 70' |

| Hàn Quốc             | 1–1                            | Oman             |
| -------------------- | ------------------------------ | ---------------- |
| - Hwang Hee-chan 41' | Chi tiết (FIFA) Chi tiết (AFC) | - Al-Busaidi 80' |

| Hàn Quốc          | 1–1                            | Jordan         |
| ----------------- | ------------------------------ | -------------- |
| - Lee Jae-sung 5' | Chi tiết (FIFA) Chi tiết (AFC) | - Al-Mardi 30' |

| Kuwait | 0–1                            | Oman           |
| ------ | ------------------------------ | -------------- |
|        | Chi tiết (FIFA) Chi tiết (AFC) | - Al-Sabhi 56' |

| Palestine                      | 2–1                            | Iraq          |
| ------------------------------ | ------------------------------ | ------------- |
| - Abou Ali 88' - Mahajna 90+7' | Chi tiết (FIFA) Chi tiết (AFC) | - Hussein 34' |

| Kuwait | 0–2                            | Palestine                          |
| ------ | ------------------------------ | ---------------------------------- |
|        | Chi tiết (FIFA) Chi tiết (AFC) | - Seyam 32' - Abou Ali 88' (ph.đ.) |

| Oman | 0–3                            | Jordan                        |
| ---- | ------------------------------ | ----------------------------- |
|      | Chi tiết (FIFA) Chi tiết (AFC) | Olwan 45+7' (ph.đ.), 51', 64' |

| Iraq | 0–2                            | Hàn Quốc                             |
| ---- | ------------------------------ | ------------------------------------ |
|      | Chi tiết (FIFA) Chi tiết (AFC) | - Kim Jin-gyu 63' - Oh Hyeon-gyu 82' |

| Palestine     | 1–1                            | Oman                     |
| ------------- | ------------------------------ | ------------------------ |
| - Kharoub 49' | Chi tiết (FIFA) Chi tiết (AFC) | - Al-Sabhi 90+7' (ph.đ.) |

| Hàn Quốc                                                                   | 4–0                            | Kuwait |
| -------------------------------------------------------------------------- | ------------------------------ | ------ |
| - Jeon Jin-woo 30' - Lee Kang-in 51' - Oh Hyeon-gyu 54' - Lee Jae-sung 73' | Chi tiết (FIFA) Chi tiết (AFC) |        |

| Jordan | 0–1                            | Iraq         |
| ------ | ------------------------------ | ------------ |
|        | Chi tiết (FIFA) Chi tiết (AFC) | - Sajjad 73' |

### Bảng C
| VT | Đội         | ST | T | H | B | BT | BB | HS  | Đ  | Giành quyền tham dự                |     | Nhật Bản | Úc  | Ả Rập Xê Út | Indonesia | Trung Quốc | Bahrain |
| -- | ----------- | -- | - | - | - | -- | -- | --- | -- | ---------------------------------- | --- | -------- | --- | ----------- | --------- | ---------- | ------- |
| 1  | Nhật Bản    | 10 | 7 | 2 | 1 | 30 | 3  | +27 | 23 | Giải vô địch bóng đá thế giới 2026 |     | —        | 1–1 | 0–0         | 6–0       | 7–0        | 2–0     |
| 2  | Úc          | 10 | 5 | 4 | 1 | 16 | 7  | +9  | 19 | Giải vô địch bóng đá thế giới 2026 |     | 1–0      | —   | 0–0         | 5–1       | 3–1        | 0–1     |
| 3  | Ả Rập Xê Út | 10 | 3 | 4 | 3 | 7  | 8  | −1  | 13 | Đi tiếp vào vòng 4                 |     | 0–2      | 1–2 | —           | 1–1       | 1–0        | 0–0     |
| 4  | Indonesia   | 10 | 3 | 3 | 4 | 9  | 20 | −11 | 12 | Đi tiếp vào vòng 4                 |     | 0–4      | 0–0 | 2–0         | —         | 1–0        | 1–0     |
| 5  | Trung Quốc  | 10 | 3 | 0 | 7 | 7  | 20 | −13 | 9  |                                    |     | 1–3      | 0–2 | 1–2         | 2–1       | —          | 1–0     |
| 6  | Bahrain     | 10 | 1 | 3 | 6 | 5  | 16 | −11 | 6  |                                    | 0–5 | 2–2      | 0–2 | 2–2         | 0–1       | —          |         |

| Nhật Bản                                                                         | 7–0                            | Trung Quốc |
| -------------------------------------------------------------------------------- | ------------------------------ | ---------- |
| - Endō 12' - Mitoma 45+2' - Minamino 52', 58' - Ito 77' - Maeda 87' - Kubo 90+5' | Chi tiết (FIFA) Chi tiết (AFC) |            |

| Úc | 0–1                            | Bahrain              |
| -- | ------------------------------ | -------------------- |
|    | Chi tiết (FIFA) Chi tiết (AFC) | - Souttar 89' (l.n.) |

| Ả Rập Xê Út       | 1–1                            | Indonesia   |
| ----------------- | ------------------------------ | ----------- |
| - Al-Juwayr 45+3' | Chi tiết (FIFA) Chi tiết (AFC) | - Walsh 19' |

| Trung Quốc        | 1–2                            | Ả Rập Xê Út     |
| ----------------- | ------------------------------ | --------------- |
| Lajami 14' (l.n.) | Chi tiết (FIFA) Chi tiết (AFC) | Kadesh 39', 90' |

| Indonesia | 0–0                            | Úc |
| --------- | ------------------------------ | -- |
|           | Chi tiết (FIFA) Chi tiết (AFC) |    |

| Bahrain | 0–5                            | Nhật Bản                                              |
| ------- | ------------------------------ | ----------------------------------------------------- |
|         | Chi tiết (FIFA) Chi tiết (AFC) | - Ueda 37' (ph.đ.), 47' - Morita 61', 64' - Ogawa 81' |

| Ả Rập Xê Út | 0–2                            | Nhật Bản                 |
| ----------- | ------------------------------ | ------------------------ |
|             | Chi tiết (FIFA) Chi tiết (AFC) | - Kamada 14' - Ogawa 81' |

| Bahrain              | 2–2                            | Indonesia                         |
| -------------------- | ------------------------------ | --------------------------------- |
| - Marhoon 15', 90+9' | Chi tiết (FIFA) Chi tiết (AFC) | - Oratmangoen 45+3' - Struick 74' |

| Úc                                              | 3–1                            | Trung Quốc        |
| ----------------------------------------------- | ------------------------------ | ----------------- |
| - Miller 45+2' - Goodwin 53' - Velupillay 90+2' | Chi tiết (FIFA) Chi tiết (AFC) | - Tạ Văn Năng 20' |

| Trung Quốc                            | 2–1                            | Indonesia  |
| ------------------------------------- | ------------------------------ | ---------- |
| - Abduweli 21' - Trương Ngọc Ninh 44' | Chi tiết (FIFA) Chi tiết (AFC) | - Haye 86' |

| Ả Rập Xê Út | 0–0                            | Bahrain |
| ----------- | ------------------------------ | ------- |
|             | Chi tiết (FIFA) Chi tiết (AFC) |         |

| Nhật Bản             | 1–1                            | Úc                     |
| -------------------- | ------------------------------ | ---------------------- |
| - Burgess 76' (l.n.) | Chi tiết (FIFA) Chi tiết (AFC) | - Taniguchi 58' (l.n.) |

| Úc | 0–0                            | Ả Rập Xê Út |
| -- | ------------------------------ | ----------- |
|    | Chi tiết (FIFA) Chi tiết (AFC) |             |

| Bahrain | 0–1                            | Trung Quốc             |
| ------- | ------------------------------ | ---------------------- |
|         | Chi tiết (FIFA) Chi tiết (AFC) | Trương Ngọc Ninh 90+1' |

| Indonesia | 0–4                            | Nhật Bản                                                       |
| --------- | ------------------------------ | -------------------------------------------------------------- |
|           | Chi tiết (FIFA) Chi tiết (AFC) | - Hubner 35' (l.n.) - Minamino 40' - Morita 49' - Sugawara 69' |

| Trung Quốc           | 1–3                            | Nhật Bản                         |
| -------------------- | ------------------------------ | -------------------------------- |
| - Lâm Lương Minh 48' | Chi tiết (FIFA) Chi tiết (AFC) | - Ogawa 39', 54' - Itakura 45+6' |

| Indonesia            | 2–0                            | Ả Rập Xê Út |
| -------------------- | ------------------------------ | ----------- |
| - Marselino 32', 57' | Chi tiết (FIFA) Chi tiết (AFC) |             |

| Bahrain                | 2–2                            | Úc                |
| ---------------------- | ------------------------------ | ----------------- |
| - Abduljabbar 75', 77' | Chi tiết (FIFA) Chi tiết (AFC) | - Yengi 1', 90+6' |

| Ả Rập Xê Út       | 1–0                            | Trung Quốc |
| ----------------- | ------------------------------ | ---------- |
| S. Al-Dawsari 50' | Chi tiết (FIFA) Chi tiết (AFC) |            |

| Úc                                                                  | 5–1                            | Indonesia    |
| ------------------------------------------------------------------- | ------------------------------ | ------------ |
| - Boyle 18' (ph.đ.) - Velupillay 20' - Irvine 34', 90' - Miller 61' | Chi tiết (FIFA) Chi tiết (AFC) | - Romeny 78' |

| Nhật Bản                | 2–0                            | Bahrain |
| ----------------------- | ------------------------------ | ------- |
| - Kamada 66' - Kubo 87' | Chi tiết (FIFA) Chi tiết (AFC) |         |

| Nhật Bản | 0–0                            | Ả Rập Xê Út |
| -------- | ------------------------------ | ----------- |
|          | Chi tiết (FIFA) Chi tiết (AFC) |             |

| Indonesia  | 1–0                            | Bahrain |
| ---------- | ------------------------------ | ------- |
| Romeny 24' | Chi tiết (FIFA) Chi tiết (AFC) |         |

| Trung Quốc | 0–2                            | Úc                            |
| ---------- | ------------------------------ | ----------------------------- |
|            | Chi tiết (FIFA) Chi tiết (AFC) | - Irvine 16' - Velupillay 29' |

| Indonesia            | 1–0                            | Trung Quốc |
| -------------------- | ------------------------------ | ---------- |
| - Romeny 45' (ph.đ.) | Chi tiết (FIFA) Chi tiết (AFC) |            |

| Bahrain | 0–2                            | Ả Rập Xê Út                    |
| ------- | ------------------------------ | ------------------------------ |
|         | Chi tiết (FIFA) Chi tiết (AFC) | - Al-Juwayr 16' - Al-Aboud 78' |

| Úc           | 1–0                            | Nhật Bản |
| ------------ | ------------------------------ | -------- |
| - Behich 90' | Chi tiết (FIFA) Chi tiết (AFC) |          |

| Trung Quốc                      | 1–0                            | Bahrain |
| ------------------------------- | ------------------------------ | ------- |
| - Vương Ngọc Đông 90+3' (ph.đ.) | Chi tiết (FIFA) Chi tiết (AFC) |         |

| Nhật Bản                                                                  | 6–0                            | Indonesia |
| ------------------------------------------------------------------------- | ------------------------------ | --------- |
| - Kamada 15', 45+6' - Kubo 19' - Morishita 55' - Machino 58' - Hosoya 80' | Chi tiết (FIFA) Chi tiết (AFC) |           |

| Ả Rập Xê Út    | 1–2                            | Úc                        |
| -------------- | ------------------------------ | ------------------------- |
| - Al-Aboud 19' | Chi tiết (FIFA) Chi tiết (AFC) | - Metcalfe 42' - Duke 48' |

## Cầu thủ ghi bàn
Đã có 230 bàn thắng ghi được trong 90 trận đấu, trung bình 2.56 bàn thắng mỗi trận đấu.
5 bàn
- Fábio Lima
- Mehdi Taremi
- Yazan Al-Naimat
- Ali Olwan
- Yousef Nasser
- Almoez Ali

4 bàn
- Harib Abdalla
- Lee Jae-sung
- Oh Hyeon-gyu
- Sardar Azmoun
- Mohammad Mohebi
- Aymen Hussein
- Kamada Daichi
- Ogawa Koki
- Wessam Abou Ali
- Abbosbek Fayzullaev

3 bàn
- Son Heung-min
- Ole Romeny
- Joel Kojo
- Morita Hidemasa
- Kubo Takefusa
- Minamino Takumi
- Jackson Irvine
- Nishan Velupillay

2 bàn
- Mahdi Abduljabbar
- Mohamed Marhoon
- Kim Yu-song
- Pak Kwang-hun
- Yahya Al-Ghassani
- Hwang Hee-chan
- Oh Se-hun
- Marselino Ferdinan
- Mehdi Ghayedi
- Ibrahim Bayesh
- Musa Al-Taamari
- Mohammad Daham
- Alimardon Shukurov
- Ueda Ayase
- Muhsen Al-Ghassani
- Abdulrahman Al-Mushaifri
- Issam Al-Sabhi
- Zaid Qunbar
- Tamer Seyam
- Akram Afif
- Ibrahim Al-Hassan
- Lucas Mendes
- Trương Ngọc Ninh
- Eldor Shomurodov
- Lewis Miller
- Kusini Yengi
- Abdulrahman Al-Aboud
- Musab Al-Juwayr
- Hassan Kadesh

1 bàn
- Jong Il-gwan
- Kang Kuk-chol
- Ri Il-song
- Ri Jo-guk
- Sultan Adil
- Khaled Ibrahim
- Marcus Meloni
- Ali Saleh
- Bae Jun-ho
- Joo Min-kyu
- Kim Jin-gyu
- Lee Kang-in
- Thom Haye
- Ragnar Oratmangoen
- Rafael Struick
- Sandy Walsh
- Saleh Hardani
- Amirhossein Hosseinzadeh
- Mohammad Mehdi Mohebi
- Youssef Amyn
- Akam Hashim
- Sajjad Jassim
- Yazan Al-Arab
- Noor Al-Rawabdeh
- Abdallah Nasib
- Odilzhon Abdurakhmanov
- Gulzhigit Alykulov
- Khristiyan Brauzman
- Valery Kichin
- Kai Merk
- Aleksandr Mishchenko
- Maeda Daizen
- Itō Junya
- Mitoma Kaoru
- Itakura Ko
- Hosoya Mao
- Morishita Ryōya
- Machino Shūto
- Endo Wataru
- Sugawara Yukinari
- Ali Al-Busaidi
- Abdullah Fawaz
- Oday Kharoub
- Ameed Mahajna
- Ahmed Al-Rawi
- Ahmed Alaaeldin
- Ahmed Al Ganehi
- Pedro Miguel
- Behram Abduweli
- Lâm Lương Minh
- Tạ Văn Năng
- Vương Ngọc Đông
- Khojiakbar Alijonov
- Husniddin Aliqulov
- Khojimat Erkinov
- Jaloliddin Masharipov
- Igor Sergeev
- Otabek Shukurov
- Azizbek Turgunboev
- Oston Urunov
- Aziz Behich
- Martin Boyle
- Mitchell Duke
- Craig Goodwin
- Connor Metcalfe
- Salem Al-Dawsari

1 bàn phản lưới nhà
- Kim Song-hye (trong trận gặp Kyrgyzstan)
- Kim Yu-song (trong trận gặp Qatar)
- Jung Seung-hyun (trong trận gặp Oman)
- Kwon Kyung-won (trong trận gặp Jordan)
- Justin Hubner (trong trận gặp Nhật Bản)
- Mehdi Taremi (trong trận gặp Triều Tiên)
- Tamirlan Kozubayev (trong trận gặp Qatar)
- Taniguchi Shogo (trong trận gặp Úc)
- Ismaeel Mohammad (trong trận gặp Iran)
- Cameron Burgess (trong trận gặp Nhật Bản)
- Harry Souttar (trong trận gặp Bahrain)
- Ali Lajami (trong trận gặp Trung Quốc)